# Menesti
Menesti (en grec antic Μενέσθιος), va ser, segons la mitologia grega, un fill de Polidora, filla de Peleu, i del déu-riu Esperqueu.
Va ser un dels cabdills que lluità a la guerra de Troia a les ordres directes d'Aquil·les, de qui era nebot, al front dels mirmídons. Una tradició feia de Polidora l'esposa de Peleu, no la seva filla. En aquest cas, Peleu era el pare "humà" de Menesti, i el seu pare "diví" era Esperqueu. En altres versions, el pare humà de Menesti era Boros, fill de Perieres.